# 杵屋彌吉 (8代目)
八代目 杵屋彌吉（きねや やきち、1939年（昭和14年〉8月1日 - 2022年〈令和4年〉5月18日）は、日本の長唄三味線方家元。
本名は、鈴木 吉康（すずき よしやす）。別号として鈴木 勘容（すずき かんよう）。

## 来歴
小学4年生より三味線を習い始め、中学3年生より初代彌一郎（のちの七代目彌吉）に師事し、彌二郎を名乗った。東京芸術大学音楽部邦楽科では、山田抄太郎、菊岡裕晃に師事する。在学中の1978年から稀音家六多郎について、稀曲の習得に励んだ。1984年に東京芸術大学音楽学部邦楽科・邦楽専攻課程を修了した。
1986年に長唄唄方の稀音家義丸と長唄の古典稀曲の研究発表のための長唄双樹会を結成した。1991年10月16日、同会の証券会館ホールで行った演奏会で文化庁芸術祭に参加し、演奏した四代目杵屋六三郎作曲の「田舎女」と「十二段」によって、芸術賞を受賞した（「鈴木勘容」名義）。
1993年（平成5年）1月に二代目彌一郎を襲名し、1996年（平成8年）に国立劇場小劇場にて同襲名披露をおこなう。1997年（平成9年）12月18日、八代目家元杵屋彌吉を襲名し、2000年（平成12年）3月26日に国立劇場小劇場にて同襲名を披露した。
2022年5月18日、肺炎のため死去した。

## 人物
語り物を得意とし、古曲・稀曲の研究と習得に熱心であった。長岡協会理事、東洋音楽学会会員、長唄研究会会員等であり、彌門会、金鈴会、彌芽の会を主催した。浅草を深く愛したことから、浅草と長唄との関係の研究にも打ち込んだ。
私生活においては、1965年（昭和40年）3月に和歌山富十郎の門弟と結婚した。二人の男子をもうけ、次男が長唄唄方として、九代目彌吉を継承した。

## 主な作曲作品
出典は自費で出版した植田隆之助による『杵屋彌吉歴代について』。
| 曲名                     | 作詞者             | 作調者     | 発表・初演時 | 場所・主催・その他                       |
| ------------------------ | ------------------ | ---------- | ------------ | ---------------------------------------- |
| 一音ずつ上るための三楽章 | 無し               | 無し       | 1961年       | 白木屋ホール・東京新聞作曲コンクール入賞 |
| 女の朝（受胎告知）       | 大西信行           | 無し       | 1970年       | ガスホール・東音創作会                   |
| おもかげ                 | 大越彩豊子         | 無し       | 1973年6月    | 日刊ホール・東音創作会                   |
| 富士太鼓                 | 長田午狂           | 望月長左久 | 1974年7月    | 埼玉会館・若柳晴代リサイタル             |
| 金龍の舞大薩摩           | 金子清司           | 無し       | 1978年10月   | 浅草公会堂・浅草観光連盟の依頼           |
| 恋幽霊                   | 長田午狂           | 梅屋福太郎 | 1986年4月    | 国立劇場・若柳雅彦リサイタル             |
| 平城賦                   | 長田午狂           | 堅田喜三久 | 1993年       | 歌舞伎座・若柳鵬翁名披露目会             |
| 絆（きづな）             | 伊織ひかる         | 堅田喜三久 | 1993年       | 町田市民会館・多摩市市政百年の行事の一環 |
| 千草の花車               | 熊沢堅太郎         | 藤舎呂雪   | 1996年       | 国立劇場・藤蔭文香リサイタル             |
| 華厳                     | 大越靖雄・西川泰右 | 望月太喜雄 | 1997年12月   | 青森ホテル・中村虎治襲名披露パーティー   |
| 七面龍女                 | 田中勝             | 藤舎呂雪   | 1999年7月    | 国立劇場・藤蔭静樹の依頼                 |
| 朱鷺の栄                 | 長田午狂           | 仙波宏祐   | 1999年9月    | 国立劇場・藤間紫寿和東京新聞舞踊会       |